# 弗拉察

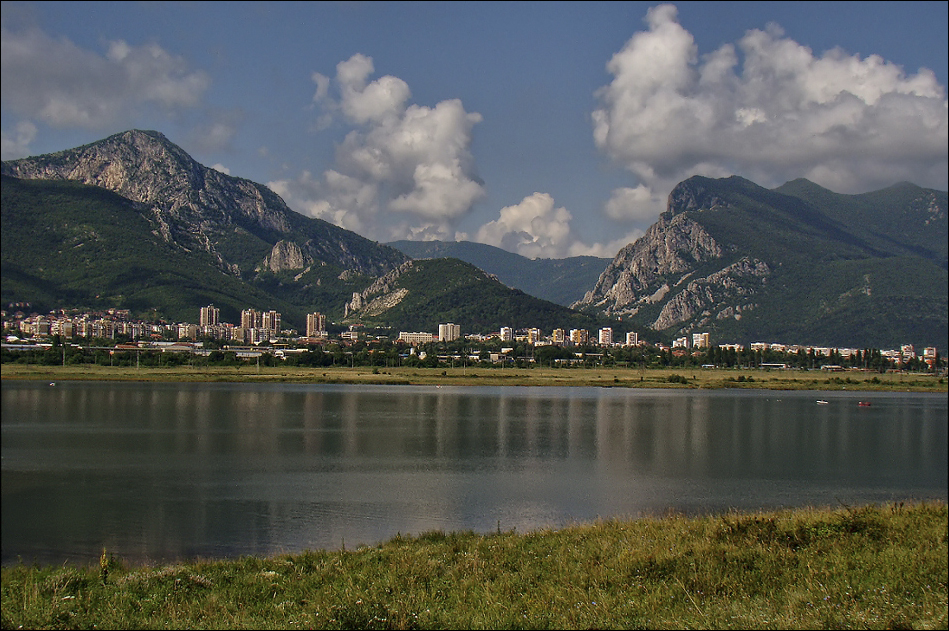

弗拉察位于保加利亚西北部巴尔干山脉脚下，是弗拉察州的首府，人口71,356人（2005年）。